# 2016年ジョージア国会議員選挙
2016年ジョージア国会議員選挙は、2016年10月8日に執行された、ジョージアの立法府である国会（一院制）を構成する議員を全面改選するための選挙である。1991年にソビエト連邦から独立して以来、第8回目の国会議員選挙であり、ギオルギ・クヴィリカシヴィリ首相率いる与党ジョージアの夢連合が大幅に議席を伸ばして圧勝した。一方、野党第一党の統一国民運動は議席を大きく減らし、自由民主主義者党は全議席を失った。

## 選挙方法
国会は一院制の議会であり、2016年の国会議員選挙では定数150名の議席を小選挙区比例代表並立制により決定した。比例代表制では全国を単一の選挙区として77名を選出（法定得票率5%）し、小選挙区制では二回投票制により73人を選出（法定得票率50%）する方法であった。
この選挙では小選挙区の区割り見直しが行われ、一票の格差の是正が行われた。これ以前の選挙では1選挙区あたりの有権者数が6,000人に満たないところもあれば、150,000人を超えるところもあった。独立状態にあるアブハジアと南オセチアの選挙区では選挙は実施されなかった。

## 結果
10月8日の投票終了後、間もなく与党ジョージアの夢のギオルギ・クヴィリカシヴィリ首相は党本部にて「大勝利を収めた」と述べ、勝利宣言した。中央選挙管理委員会は10日に暫定結果を発表。比例代表ではジョージアの夢＝民主ジョージアが48.67%、統一国民運動が27.11%、愛国者連合が5.01%で、3党が足切りラインの5%を突破した。小選挙区では全73小選挙区のうち23小選挙区でジョージアの夢＝民主ジョージアの候補者が法定得票率50%以上の得票率を獲得した。法定得票率50%に満たない残りの50の小選挙区では決選投票の可能性が高いとした。
また投票日、マルネウリ地区キジラジュロ村の投票所やズグディディ地区ジハシュカリ村の投票所などで騒乱が発生した。中央選挙管理委員会は第36小選挙区（マルネウリ）と第48小選挙区（ズグディディ）の4つの投票所での投票結果を無効とし、10月22日に4投票所で再投票が行なわれた。小選挙区ではいずれも法定得票率50%を獲得した候補がなく、上位2名による決選投票に持ち込まれた。
小選挙区の決選投票は10月30日に実施された。中央選挙管理委員会は同日に暫定結果を発表し、決選投票を行った50の小選挙区のうち、48の小選挙区で与党ジョージアの夢＝民主ジョージアの候補者が勝利した。中央選挙管理委員会は11月16日に最終結果を発表した。最終結果はジョージアの夢＝民主ジョージア115議席、統一国民運動27議席、ジョージア愛国者連合6議席、産業がジョージアを救う1議席、無所属1議席であった。
| 政党                | 政党                               | 比例代表  | 比例代表 | 比例代表 | 小選挙区 | 合計議席 | 議席増減 |
| 政党                | 政党                               | 得票数    | 得票率   | 獲得議席 | 獲得議席 | 合計議席 | 議席増減 |
| ------------------- | ---------------------------------- | --------- | -------- | -------- | -------- | -------- | -------- |
|                     | ジョージアの夢＝民主ジョージア     | 856,638   | 48.68    | 44       | 71       | 115      | 67       |
|                     | 統一国民運動                       | 477,053   | 27.11    | 27       | 0        | 27       | 19       |
|                     | ジョージア愛国者連合               | 88,097    | 5.01     | 6        | 0        | 6        | 増減なし |
|                     | 自由民主主義者党                   | 81,464    | 4.63     | 0        | 0        | 0        | 8        |
|                     | 民主運動＝統一ジョージア           | 62,166    | 3.53     | 0        | 0        | 0        | 0        |
|                     | 国民のための国家                   | 60,681    | 3.45     | 0        | 0        | 0        | 増減なし |
|                     | ジョージア労働党                   | 55,208    | 3.14     | 0        | 0        | 0        | 0        |
|                     | ジョージア共和党                   | 27,264    | 1.55     | 0        | 0        | 0        | 9        |
|                     | 産業がジョージアを救う             | 13,788    | 0.78     | 0        | 1        | 1        | 5        |
|                     | 国民フォーラム                     | 12,763    | 0.73     | 0        | 0        | 0        | 6        |
|                     | 平和のためのジョージア             | 3,824     | 0.22     | 0        | 0        | 0        | 増減なし |
|                     | ジョージアのイデア                 | 2,916     | 0.17     | 0        | 0        | 0        | 増減なし |
|                     | タマズ・メチアウリ＝統一ジョージア | 2,805     | 0.16     | 0        | 0        | 0        | 増減なし |
|                     | ジョージア団                       | 2,182     | 0.12     | 0        | 0        | 0        | 0        |
|                     | ジョージア共産党                   | 1,757     | 0.10     | 0        | 0        | 0        | 増減なし |
|                     | 国民の党                           | 1,595     | 0.09     | 0        | 0        | 0        | 0        |
|                     | ジョージア                         | 1,548     | 0.09     | 0        | 0        | 0        | 増減なし |
|                     | ズヴィアディの道                   | 1,467     | 0.08     | 0        | 0        | 0        | 増減なし |
|                     | ジョージア統一共産党               | 1,467     | 0.08     | 0        | 0        | 0        | 増減なし |
|                     | 進歩民主連合                       | 1,010     | 0.06     | 0        | 0        | 0        | 増減なし |
|                     | メラブ・コスタヴァ会               | 966       | 0.05     | 0        | 0        | 0        | 0        |
|                     | 国民の権利                         | 810       | 0.05     | 0        | 0        | 0        | 増減なし |
|                     | 我々のジョージア                   | 802       | 0.05     | 0        | 0        | 0        | 増減なし |
|                     | 左派連合                           | 699       | 0.04     | 0        | 0        | 0        | 増減なし |
|                     | 労働社会党                         | 662       | 0.04     | 0        | 0        | 0        | 増減なし |
|                     | 無所属                             | –         | –        | –        | 1        | 1        | 1        |
| 無効票              | 無効票                             | 65,422    | –        | –        | –        | –        | –        |
| 合計                | 合計                               | 1,825,054 | 100      | 77       | 73       | 150      | 0        |
| 有権者数 / 投票率   | 有権者数 / 投票率                  | 3,513,884 | 51.94    | –        | –        | –        | –        |
| 出典: CEC, Civil.ge |                                    |           |          |          |          |          |          |